# چم سرخه
چم سرخه، روستایی از توابع بخش فیروزآباد شهرستان سلسله در استان لرستان ایران است. زبان مردم این روستا لکی است.

## جمعیت
این روستا در دهستان قلائی قرار دارد و بر اساس سرشماری مرکز آمار ایران در سال ۱۳۹۵ جمعیت آن، ۴۴ نفر بوده که ۲۵ نفر مرد و ۱۹ نفر زن بوده اند. روستای چم سرخه دارای ۱۱ خانوار می باشد.